# 胡克開
胡克開，號文康，四川叙州府隆昌縣軍籍。明朝官员。

## 生平
萬曆甲辰十月初五日生。万历四十年（1612年）壬子科四川鄉試舉人，四十四年（1616年）丙辰科三甲五十二名进士，兵部觀政，授洛陽縣知縣，四十五年調隆平县，四十六年丁憂。天啓元年補山東德平縣，本年本省同考，調乐安县。四年升刑部浙江司主事，五年河南恤刑，七年升员外郎。崇禎元年二月，由刑部員外升為雲南提學僉事。

## 家族
曾祖胡大逵。祖父胡榮，教谕。父胡常元，增生。